# Дэвис, Дэвид
Дэвид Дэвис (англ. David Davies; род. 3 марта 1985, Барри, Вейл-оф-Гламорган, Уэльс, Великобритания) — британский пловец. Специализируется в плавании вольным стилем на средних дистанциях (400, 800, и 1500 метров), и на открытой воде на 10 км.
Дебютировал в составе сборной страны на Чемпионате Европы 2004. Он выиграл бронзовую медаль в заплыве на 1500 метров. Четыре года спустя, на Олимпиаде в Пекине, он финишировал шестым в плавании на дистанции 1500 метров вольным стилем. На тех же Олимпийских играх 2008 он дебютировал в плавании на дистанцию 10 км.
После Олимпийских игр 2012 года заявил, что уходит из спорта.

## Личные рекорды
- 400 метров вольным стилем: 3:45,24
- 800 метров вольным стилем: 7:44,32
- 1500 метров вольным стилем: 14:45,95